# Список умерших в 1863 году
В этой статье представлен список известных людей, умерших в 1863 году.
- См. также: Категория:Умершие в 1863 году

## Март
- 26 марта — Джеймс Драммонд — шотландско-австралийский натуралист, ботаник и сборщик образцов растений, миколог.

## Май
- 7 мая — Эрл Ван Дорн (42) — генерал армии Конфедерации; убит.
- 10 мая — Томас Джонатан Джексон «Каменная Стена» (39) — генерал армии Конфедерации; пневмония.

## Июнь
- 9 июня — Дост Мухаммед (69) — эмир Афганистана с 1834 года.
- 25 июня — Иоганн Карл Эренфрид Кегель (78 лет) — немецкий агроном и исследователь Камчатки.

## Июль
- 18 июля — Вильям Дурси Пендер (29) — генерал армии Конфедерации; последствия ранения в одном из сражений Геттисбергской кампании.

## Август
- 10 августа — Мария Волконская (59) — российская аристократка, дочь генерала Николая Раевского, известна тем, что отправилась в Сибирь вслед за сосланным мужем, декабристом Сергеем Волконским.
- 13 августа — Эжен Делакруа (65) — французский живописец и график, предводитель романтического направления в европейской живописи.

## Сентябрь
- 20 сентября — Якоб Гримм (78) — немецкий филолог; инсульт.

## Октябрь
- 17 октября — Николай Помяловский (28) — русский писатель.

## Ноябрь
- 27 ноября — Иван Давыдов (69) — русский филолог и философ.

## Декабрь
- 8 декабря — Наталья Гончарова (51) — супруга А. С. Пушкина.
- 16 декабря — Джон Бьюфорд Младший (37) — кавалерийский генерал армии Союза; брюшной тиф.
- 24 декабря — Уильям Теккерей (52) — английский писатель; инсульт.